# LXTerminal
 (juillet 2018).
Si vous disposez d'ouvrages ou d'articles de référence ou si vous connaissez des sites web de qualité traitant du thème abordé ici, merci de compléter l'article en donnant les références utiles à sa vérifiabilité et en les liant à la section « Notes et références ».
LXTerminal est l'émulateur de terminal standard de l'environnement de bureau LXDE qui est destiné aux systèmes de type Unix comme Linux et BSD.  Le but du logiciel est d'émuler le fonctionnement d'un terminal dans une fenêtre.  LXTerminal permet d'utiliser plusieurs onglets.  Toutes les instances du logiciel partagent le même processus afin d'économiser les ressources.  LXTerminal est programmé en C.